# 443 př. n. l.

## Hlava státu
- Perská říše – Artaxerxés I.  (465 – 424 př. n. l.)
- Egypt – Artaxerxés I.  (465 – 424 př. n. l.)
- Sparta – Pleistonax  (458 – 409 př. n. l.) a Archidámos II.  (469 – 427 př. n. l.)
- Athény – Praxiteles  (444 – 443 př. n. l.) » Lysanias  (443 – 442 př. n. l.)
- Makedonie – Perdikkás II.  (448 – 413 př. n. l.)
- Epirus – Admetus  (470 – 430 př. n. l.)
- Odryská Thrácie – Sparatocos  (450 – 431 př. n. l.)
- Římská republika – konzulé M. Geganius Macerinus a T. Quinctius Capitolinus Barbatus  (443 př. n. l.)
- Kartágo – Hanno II.  (480 – 440 př. n. l.)